# Тризоббио
Тризоббио (итал. Trisobbio) — коммуна в Италии, располагается в регионе Пьемонт, в провинции Алессандрия.
Население составляет 674 человека (2008 г.), плотность населения составляет 72 чел./км². Занимает площадь 9 км². Почтовый индекс — 15070. Телефонный код — 0143.
В коммуне 15 августа особо празднуется Успение Пресвятой Богородицы.

## Демография
Динамика населения:

## Администрация коммуны
- Официальный сайт: